# 今治警察署
今治警察署（いまばりけいさつしょ）は、愛媛県警察が管轄する警察署の一つ。

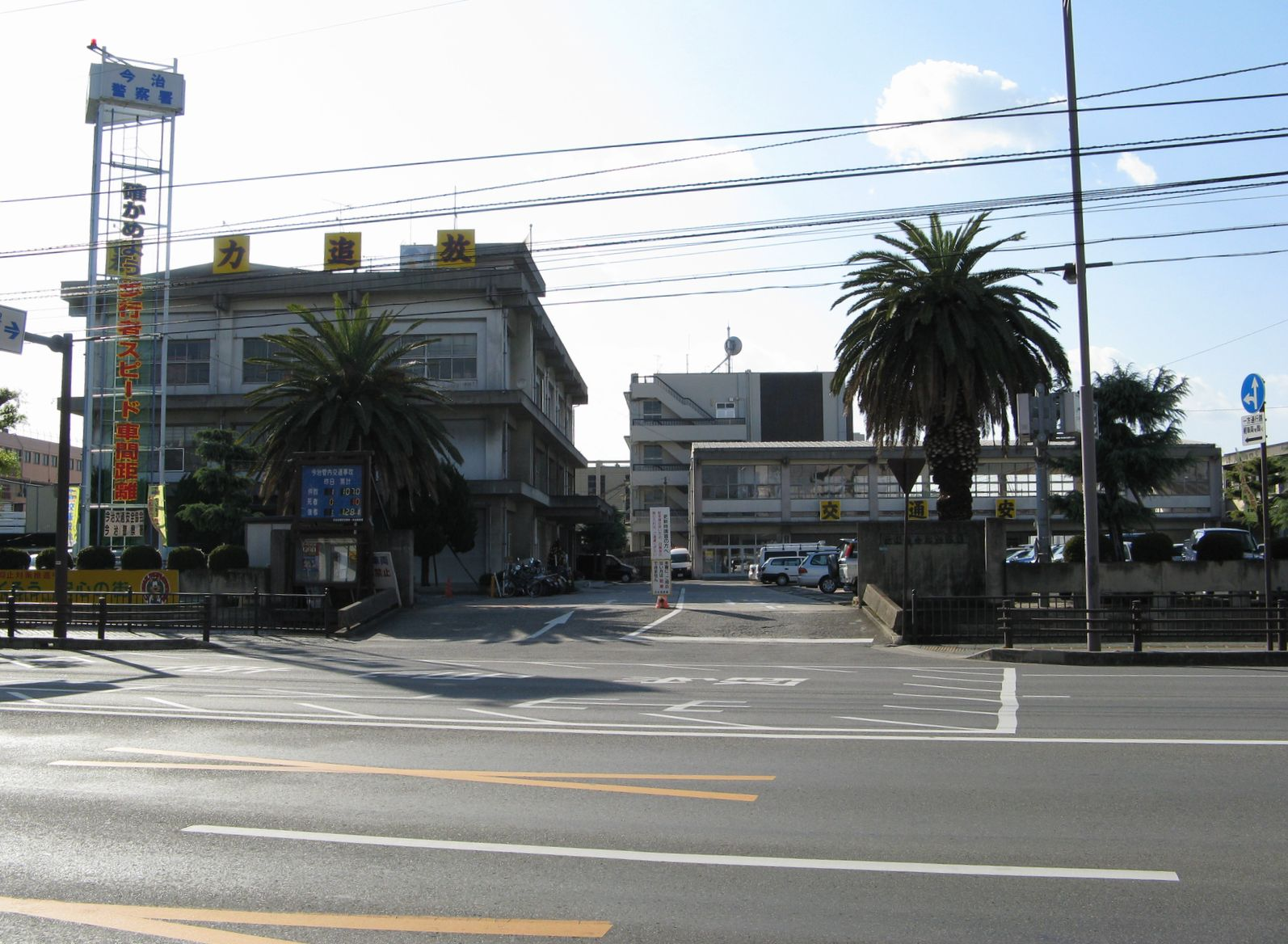
旧庁舎（2007年12月）

## 所在地
- 愛媛県今治市旭町一丁目4番地2

## 管轄区域
- 今治市（愛媛県新居浜警察署及び愛媛県伯方警察署の管轄区域を除く。）
- 西条市河原津のうち東予集団施設地区

## 沿革
- 1947年5月 - 愛媛県告示第170号により、今治警察署より分離して伯方警察署が新設される[1]。
- 1969年10月 - 関前警察官駐在所が伯方警察署から今治警察署の管轄となる[1]。
- 2013年12月 - 新庁舎が新築落成[2]。

### 不祥事
2017年5月3日に今治市の市営住宅で高齢母子2人が刃物で殺傷された事件で、現場付近に設置された複数の防犯カメラに写っていた30代の女性が、4日に関係先の捜索・任意の事情聴取を受けた翌日午前、「私は殺していない」と遺書に書き残して自殺しているのが見つかった。署はこの日も事情聴取を行う予定であった。
愛媛県警察は「一般的に疲れもあると思うが、自殺の恐れを感じさせるような状態ではなかった」「残念だが、考えられる措置は取り、できる範囲のことはやったという認識を持っている。任意で事情を聴いていた段階でプライベートの空間に警察が入って行くことはできない」等とコメントし、対応に問題がなかったとしているが、常磐大学元・学長の諸澤英道は「自殺によって事件の真相が何処にあるかわからなくなってしまう最悪の事態になったと思う。自殺した人が仮に犯人だったとすると、どういう事件だったかを解明できなくなり、再発防止に繋がらないし、逆に事件に関わりがなかったとすれば、警察の責任は重大だ」「任意での聴取はただの聞き取りであって強制力はない。但し防犯カメラの映像のような証拠があれば、初めは任意の捜査でも速やかに逮捕して強制捜査に切り替えるのが捜査の常識で、今回はその部分の認識が甘かった可能性がある。任意の捜査なので帰宅させることもあるが、その際、警察は自殺や逃亡といった不測の事態が起こらないよう見届ける必要があった」等と話し、署の対応に問題があったと指摘した。
なお、現場の近所では4月26日にも81歳の女性が刃物で殺害される事件があり、この事件の現場から採取されたDNAが自殺した女性のものと一致した。警察は2つの事件共に自殺した女性による犯行の可能性が高いとみている。

## 内部組織
- 警務課 - 警務係、被害者支援係、警察相談係
- 会計課 - 会計係
- 留置管理課 - 留置係
- 生活安全課 - 生活安全係、申請許可係、少年係、警察相談係
- 地域課 - 地域係、通信指令係、地域指導係、地域第一係、地域第二係、地域第三係、自動車警ら係、地域特捜係
- 刑事課 - 指導係、強行犯係、性犯罪捜査係、盗犯係、知能犯係、組織犯係、鑑識係
- 交通課 - 指導係、交通係、交通機動係
- 警備課 - 警備係

## 交番
（ ）の中は所在地
- 水上交番（今治市片原町一丁目）
- 駅前交番（今治市北宝来町三丁目）
- 旭町交番（今治市旭町五丁目）
- 日高交番（今治市小泉四丁目）

## 駐在所
（ ）の中は所在地
- 菊間駐在所（今治市菊間町浜）
- 近見駐在所（今治市湊町一丁目）
- 波止浜駐在所（今治市波止浜二丁目）
- 乃万駐在所（今治市延喜）
- 清水駐在所（今治市中寺）
- 富田駐在所（今治市上徳）
- 唐子台駐在所（今治市唐子台東二丁目）
- 桜井駐在所（今治市長沢）
- 朝倉駐在所（今治市朝倉下）
- 玉川駐在所（今治市玉川町長谷）
- 波方駐在所（今治市波方町波方）
- 関前駐在所（今治市関前岡村）
- 大西駐在所（今治市大西町宮脇）

## 警察官連絡所
（ ）の中は所在地
- 立花警察官連絡所（今治市郷本町一丁目）
- 小部警察官連絡所（今治市波方町小部）
- 亀岡警察官連絡所（今治市菊間町種）